# Покровское (Житомирская область)
Покро́вское (укр. Покровське; до 2016 г. — Комсомольское, до 1959 г. — Собичин) — село на Украине, основано в 1545 году, находится в Олевском районе Житомирской области.
Код КОАТУУ — 1824484401. Население по переписи 2001 года составляет 726 человек. Почтовый индекс — 11015. Телефонный код — 4135. Занимает площадь 1,77 км².

## История
- 2016 — Верховная Рада переименовала село Комсомольское в село Покровское[1].

## Адрес местного совета
11010, Житомирская область, Олевский р-н, с. Покровское, ул.8-го Марта, 16